# Ell & Nikki
Ell & Nikki je ázerbájdžánské pěvecké duo, které tvoří Eldar Gasimov (* 1989) a Nigar Jamal (* 1980).
Duo s písní „Running Scared“ reprezentovalo Ázerbájdžán na Eurovision Song Contest 2011 v Düsseldorfu. V prvním semifinále píseň skončila se 122 body na druhém místě a kvalifikovala se do sobotního finále. V tom země s 221 body zvítězila. Jednalo se o první vítězství Ázerbájdžánu v soutěži.